# Книш Леонід Олександрович
Леоні́д Олекса́ндрович Кни́ш (нар. 9 листопада 1985 — пом. 8 січня 2015) — солдат Збройних сил України, учасник російсько-української війни.

## Життєпис
У часі війни — військовослужбовець підрозділу піхоти 28-ї окремої механізованої бригади.
8 січня 2015-го загинув поблизу Березове Мар'їнського району під час мінометного обстрілу — на блокпосту міна залетіла в окоп, загинув лейтенант Сергій Попик. Леонід зазнав смертельного поранення, прикривши свого командира.
Без батька лишились донька 2013 р.н. і син 2011 р.н.
Похований в селі Білине, Балтська міська громада.

## Нагороди та вшанування
- Указом Президента України № 291/2016 від 4 липня 2016 року, «за особисту мужність і високий професіоналізм, виявлені у захисті державного суверенітету та територіальної цілісності України, вірність військовій присязі», нагороджений орденом «За мужність» III ступеня (посмертно)[1].
- Вшановується в меморіальному комплексі «Зала пам'яті», в щоденному ранковому церемоніалі 8 січня[2][3].